# 비포 앤 애프터
《비포 앤 애프터》(영어: Before and After)는 미국에서 제작된 바르베 슈뢰되르 감독의 1996년 범죄 드라마 영화이다. 메릴 스트리프와 리엄 니슨이 부부 역으로, 에드워드 펄롱이 그 아들 역으로 출연하였고, 수전 호프먼 등이 제작에 참여하였다.

## 줄거리
매사추세츠주 작은 마을 의사 캐럴린과 조각가 남편 벤은 아들 제이컵이 마을 10대 소녀의 살해 용의자가 되자 충격을 받는다. 캐럴린이 진실을 찾으려고 하는 사이 벤은 제이컵이 유죄일지라도 무조건 덮어 버릴 생각으로 증거로 의심되는 물건의 은멸을 시도하고 제이컵에게 거짓말을 진술하게 시키려 한다.

## 출연진
- 메릴 스트리프 - 캐럴린 라이언 의사 역
- 리엄 니슨 - 벤 라이언 역
- 에드워드 펄롱 - 제이컵 라이언 역
- 줄리아 웰던 - 주디스 라이언 역
- 앨프리드 몰리나 - 패노스 더메리스 역
- 대니얼 본바건 - 프랜 콩클린 역
- 존 허드 - 웬들 바이 역
- 앤 매그너슨 - 테리 태버너 역
- 앨리슨 폴런드 - 마사 태버너 역
- 래리 파인 - 톰 매커낼리 의사 역
- 카이울라니 리 - 메리언 레이노어 역

## 기타 제작진
- 공동 제작: 크리스 브리검
- 협력 제작: 조너선 글리크먼
- 미술: 스튜어트 워츨
- 의상: 앤 로스